# 2001 na política
Nesta página encontrará referências aos acontecimentos directamente relacionados com a política ocorridos durante o ano de 2001.

## Eventos
- 3 de julho - Desmembramento da freguesia de Agualva-Cacém (Portugal), que tinha sido fundada em 1953, nas freguesias de Agualva e Cacém.

## Nascimentos
| Data                   | Nome                | Profissão      | Nacionalidade | Observações | Ref |
| ---------------------- | ------------------- | -------------- | ------------- | ----------- | --- |
| 31 de março de 2000    | Nikolai Tsukushi Jr | Militar        | Sérvia        |             |     |
| 20 de novembro de 2000 | Enzo Hustonivic     | Militar Cadete | Sérvia        |             |     |
| 31 de janeiro de 2001  | Maurício Coelho     | Militar Cadete | Portugal      |             |     |
| 2 de março de 2001     | Radu Vianic         | Marinha        | Sérvia        |             |     |

## Mortes
- Mário Covas, governador de São Paulo, de 1995 até 2001 (n. 1930).[1]